# Чертежи (посёлок)
Чертежи — посёлок в Юрьевецком районе Ивановской области. Входит в состав Елнатского сельского поселения.

## География
Посёлок находится в северо-восточной части Ивановской области, на южном берегу Горьковского водохранилища, примыкая к деревне Токарево.

### Часовой пояс
Посёлок Чертежи, как и вся Ивановская область, находится в часовой зоне МСК (московское время). Смещение применяемого времени относительно UTC составляет +3:00.

## История
В 1981 году Указом Президиума Верховного Совета РСФСР посёлок зоны затопления «Чертежи» переименован в Чертежи.

## Население
| 2010 |
| ---- |
| 18   |